# Karina Habšudová
Karina Cíleková-Habšudová (* 2. srpen 1973, Bojnice, Československá socialistická republika, dnes Slovenská republika) je bývalá československá a od roku 1993 slovenská profesionální tenistka. Mezi její největší úspěchy patří vítězství na Hopmanově poháru v australském Perthu společně s Karolom Kučerom. Slovensko také reprezentovala na dvou letních olympijských hrách v Atlantě 1996 a v Sydney 2000.

## Tenisové úspěchy
V roce 1996 se probojovala jako vůbec první Slovenka až do čtvrtfinále Grand Slamu ve dvouhře, konkrétně na French Open, když na této cestě porazila Martinu Hingisovou i Anke Huberovou. Ve stejném roce byla v prvním finále turnaje WTA v Berlíně na German Open, kde prohrála se světovou jedničkou Steffi Grafovou 6–4, 2–6, 5–7. Na žebříčku se probojovala do první dvacítky, což jí dopomohlo k účasti na závěrečném Turnaji mistryň – WTA Tour Championships (v New Yorku, USA) pro 16 nejlepších hráček světa. Na turnaji vypadla v 1. kole se Steffi Grafovou.
V roce 1997 po turnajovém finále v rakouském Linzï se stala první Slovenkou, která byla hodnocená v TOP 10 žebříčku WTA, a to na 10. místě, a jež na prémiích vydělala přes 1 000 000 amerických dolarů.
V roce 1999 vyhrála svůj jediný turnaj na okruhu WTA ve dvouhře v Portschachu, kde zároveň triumfovala i ve čtyřhře. V Sopotech prohrála ve finále se Španělkou Conchitou Martinezovou.
V roce 2001 postoupila ve wimbledonské smíšené čtyřhře s Čechem Davidem Riklem do semifinále.
V letech 1995–1998 byla pokaždé vyhlášená nejlepší tenistkou roku Slovenské republiky.

### Juniorka
V roce 1990 se stala juniorskou mistryní světa ITF, jak ve dvouhře, tak ve čtyřhře, když byla na konci klasifikována na 1. místě žebříčku. V juniorce vyhrála US Open 1991 ve dvouhře a čtyřhru ve Wimbledonu (1990, spolu s Barbarou Rittnerovou) a Australian Open (1991, spolu s Andreou Strnadovou).

## Osobní život
Karin Cíleková-Habšudová vystudovala gymnázium v Bratislavě. Po skončení tenisové kariéry pracovala jako televizní redaktorka, v letech 2004–2008 byla členkou Rady Slovenské televize. Provdala se za Milana Cíleka. Na konci roku 2005 se jim narodila dcera Laura.

## Statistiky

### Tituly WTA - dvouhra (1)
- Portschach, 1999

### Tituly WTA - čtyřhra (6)
- Karlovy Vary (spolu s Helenou Sukovou), (1996)
- Praha (spolu s Ruxandrou Dragomirovou), (1997)
- Varšava (spolu s Olhou Luhinovou), (1998)
- Praha (spolu se Silviou Farinovou), (1998)
- Portschach (spolu se Silviou Farinovou), (1999)
- Bratislava (spolu s Danielou Hantuchovou), (2000)

## Postavení na žebříčku WTA/konec roku (dvouhra)
| 2001 | 2000 | 1999 | 1998 | 1997 |
| ---- | ---- | ---- | ---- | ---- |
| 126. | 86.  | 45.  | 82.  | 29.  |